# بهار کرواسی
بهار کرواسی (به انگلیسی: Croatian Spring) (به کرواتی: Hrvatsko proljeće)، یک درگیری سیاسی بود که از سال ۱۹۶۷ تا ۱۹۷۱ در جمهوری سوسیالیستی کرواسی که در آن زمان بخشی از جمهوری سوسیالیستی فدرال یوگسلاوی بود، روی داد. کرواسی به عنوان یکی از شش جمهوری متشکل از یوگسلاوی در آن زمان، توسط اتحادیه کمونیست‌های کرواسی (SKH) که اسماً مستقل از اتحادیه کمونیست‌های یوگسلاوی (SKJ) به رهبری رئیس‌جمهور جوسیپ بروز تیتو بود، اداره می‌شد. دهه ۱۹۶۰ در یوگسلاوی با یک سری اصلاحات با هدف بهبود وضعیت اقتصادی در کشور و تلاش‌های سیاسی فزاینده رهبری جمهوری‌ها برای حفاظت از منافع اقتصادی جمهوری‌های متبوع خود مواجه بود. بهار کرواسی به عنوان بخشی از این درگیری سیاسی در کرواسی زمانی رخ داد که اصلاح‌طلبان در SKH، که عموماً با جامعه فرهنگی کرواسی Matica hrvatska همسو بودند، با محافظه‌کاران درگیر شدند. در اواخر دهه ۱۹۶۰، انواع نارضایتی‌ها از طریق Matica hrvatska گسترش یافت که در اوایل دهه ۱۹۷۰ توسط یک جناح اصلاح طلب SKH به رهبری ساوکا دابچویچ-کوچار و میکو تریپالو پذیرفته شد. شکایات در ابتدا مربوط به ناسیونالیسم اقتصادی بود. اصلاح طلبان خواستار کاهش انتقال ارز به دولت فدرال توسط شرکت‌های مستقر در کرواسی بودند. آنها بعداً شامل مطالبات سیاسی برای افزایش خودمختاری و مخالفت با حضور بیش از حد واقعی یا تصور شده صرب‌های کرواسی در سرویس‌های امنیتی، سیاست و در سایر زمینه‌ها در کرواسی شدند. یکی از موارد ویژه بحث این بود که آیا زبان کرواتی از صرب-کرواسی متمایز است یا خیر. بهار کرواسی محبوبیت چهره‌های گذشته کرواسی مانند یوسیپ یلاچیچ، سیاستمدار کروات و افسر ارشد نظامی اتریشی قرن نوزدهم و استیپان رادیچ، رهبر ترور شده حزب دهقانان کرواسی و همچنین افزایش ترانه‌های میهنی را افزایش داد. آثار هنری، و دیگر مظاهر فرهنگ کرواسی. برنامه‌هایی برای افزایش نمایش مطالب مرتبط با کرواسی در برنامه درسی مدارس، اقداماتی برای رسیدگی به حضور بیش از حد صرب‌ها در پست‌های کلیدی در کرواسی و اصلاح قانون اساسی کرواسی برای تأکید بر ماهیت جمهوری به عنوان کشور ملی کرواسی‌ها انجام شد. همچنین تقاضاهایی برای افزایش اختیارات برای جمهوری‌های تشکیل دهنده به هزینه دولت فدرال یوگسلاوی وجود داشت. این مسائل باعث افزایش تنش‌ها بین کروات‌ها و صرب‌های کرواسی و همچنین بین جناح‌های اصلاح طلب و محافظه کار SKH شد. در حالی که جمهوری‌های دیگر، SKJ و شخص تیتو در ابتدا درگیر مبارزات داخلی کرواسی نبودند، برجستگی فزاینده ناسیونالیسم کرواسی باعث شد که تیتو و SKJ در امور مداخله کنند. مانند اصلاح طلبان در سایر جمهوری‌های یوگسلاوی، رهبری SKH مجبور به استعفا شد. با این وجود، اصلاحات آنها دست نخورده باقی ماند و بیشتر خواسته‌های رهبری برکنار شده بعداً پذیرفته شد و شکلی از فدرالیسم را آغاز کرد که به تجزیه بعدی یوگسلاوی کمک کرد.